# John Dee

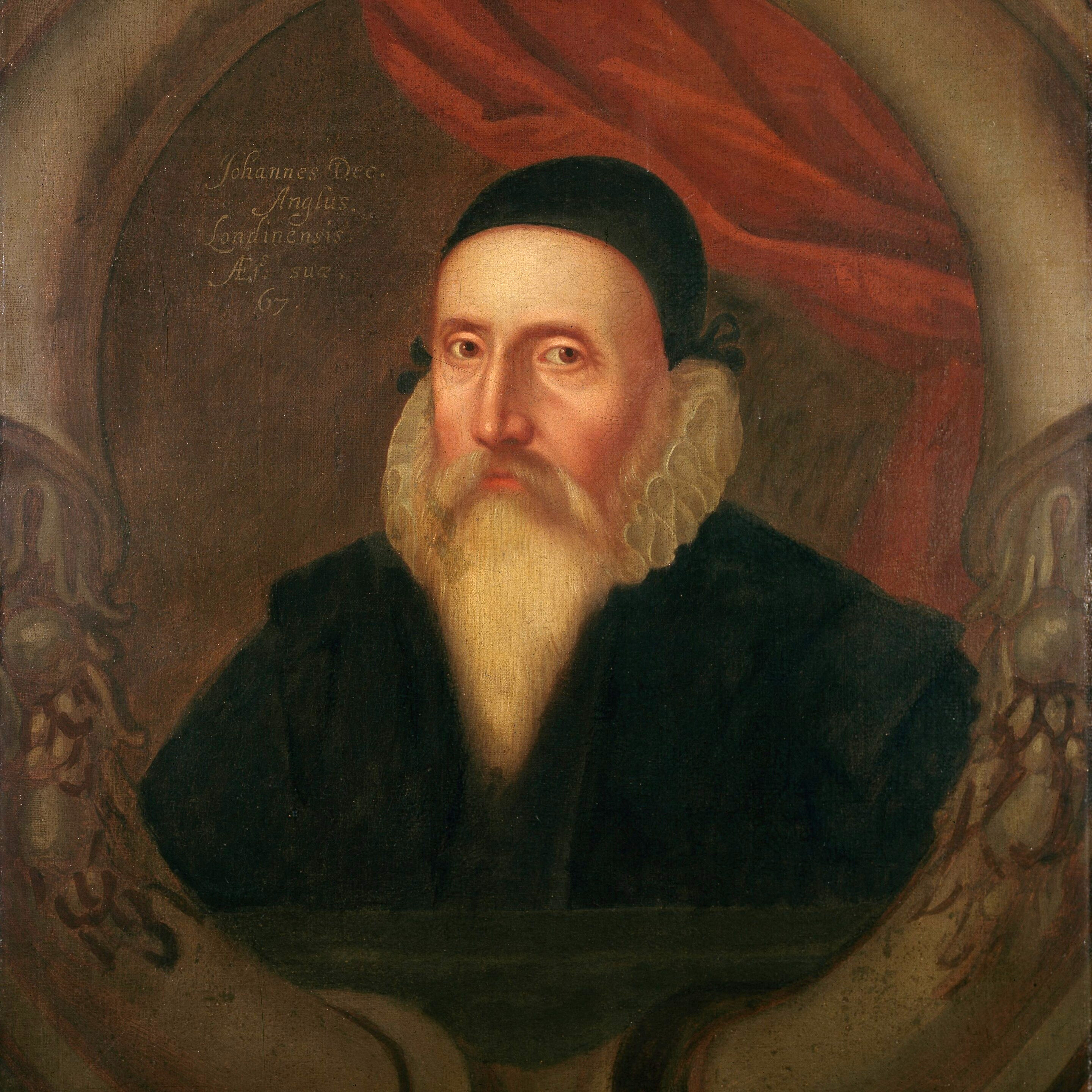
Een 16e-eeuws portret van John Dee, schilder onbekend. Volgens Charlotte Fell Smith was dit portret geschilderd toen John Dee 67 was.

John Dee (Londen, 13 juli 1527 – Mortlake (Surrey), 1608 of 1609) was een Engels humanist, filosoof, wiskundige, geograaf, astroloog en adviseur van koningin Elizabeth I. Tevens wijdde hij zijn leven aan alchemie, wichelarij en hermetische filosofie.
Dee bestudeerde zowel de wereld van de wetenschap als van de magie, op het moment dat ze juist uit elkaar dreven. In 1550 trok hij, pas begin twintig, volle zalen in de Sorbonne, de universiteit van Parijs. Dee was een fanatiek promotor van de wiskunde. Verder was hij een gerespecteerde astronoom en navigatie-expert. Hij leidde mensen op die later zorgden voor de ontdekkingsreizen van Engeland (hij bedacht de term "British Empire", letterlijk vertaald het Britse Rijk).
Tegelijkertijd verdiepte hij zich in de magie en de hermetische filosofie, waar hij de laatste 25 jaar van zijn leven aan wijdde. Voor Dee, net als voor veel tijdgenoten, waren deze activiteiten geen tegenstrijdige, maar bijzondere aspecten van een samenhangend wereldbeeld.

## Jeugd en studies
In de zestiende eeuw waren de humanisten ervan overtuigd dat de opvoeding diende bij te dragen aan morele en religieuze ontwikkeling van het kind, tot zijn humanisering. De humanistische opvoeding schonk veel aandacht aan de klassieke oudheid, maar ook aan letterkunde en talenkennis.
Over de concrete studies van Dee valt minder te achterhalen. Maar net als sommige andere humanisten zoals Hakluyt en Mercator legde hij zich vooral toe op de wetenschappen.
Voor zijn vijftiende studeerde Dee de Latijnse taal. Op uitzonderlijk vroege leeftijd vertrok Dee, hij was toen amper 15 jaar, naar het St. John's College te Cambridge. Op zijn achttiende behaalde hij de bachelorgraad. Van 1543 tot 1545 studeerde hij, naar eigen zeggen, achttien uur per dag.
Na zijn studies te Cambridge, in 1547, reisde Dee naar de Nederlanden waar hij in contact kwam met de geleerden Mercator en Gemma Frisius. Bij zijn terugkeer naar Engeland bracht hij twee globes van Mercator en enkele andere instrumenten mee. De instrumenten schonk hij aan het Trinity College, in 1546 gesticht door Hendrik VIII.
Een jaar later reisde hij opnieuw naar het vasteland, waar hij bevriend raakte met Mercator. In Leuven studeerde hij wetenschappen en geschiedenis. Hij bestudeerde het burgerlijk recht en gaf privaatlessen over logica, rekenkunde en het gebruik van astronomische instrumenten.
Dee ging vooral de geschiedenis in als wiskundige.

## Professionele duizendpoot
Tijdens de zestiende eeuw vloeiden verschillende disciplines in elkaar over. Geografie bijvoorbeeld was een mengvorm van wiskunde, kosmografie, aardrijkskunde, het vertellen van reisverhalen. Ook voor andere wetenschapstakken was dit vermengen van wetenschappelijke disciplines typerend. Een geleerde had de kennis van verschillende disciplines nodig indien hij een gespecialiseerde wetenschapstak wilde doorgronden.
Dee was vooral de man van het gesproken woord. Op professioneel vlak was hij in de eerste plaats adviseur en hield hij lezingen. Hoewel hij vaak als doctor werd aangesproken, was de hoogste titel die hij behaalde die van master. In 1550 reisde Dee door naar Parijs. Aan de universiteit van Reims hield hij publieke lezingen over Euclides. Hij behandelde, als eerste aan een christelijke universiteit, diens mathematicè, physicè et Pythagoricè. Dee oogstte veel succes in Parijs en men bood hem een baan als professor in de wiskunde aan, wat hij stellig weigerde.
Hij was filosoof, wiskundige, geograaf, astroloog en alchemist. Bij zijn terugkeer naar Engeland in 1551 werd hij voorgesteld aan William Cecil, secretaris van Eduard VI. Op deze manier kwam Dee in dienst van het Engelse vorstenhuis. Hij kreeg een aanbod om lezingen te houden over wiskunde aan de universiteit van Worcestershire.
Van 1550 tot 1570 werkte hij als adviseur bij ontdekkingsreizen, hij gaf technische bijstand betreffende navigatie en ideologische steun bij de verwezenlijking van een Brits Imperium.

## Werk en wereldbeeld

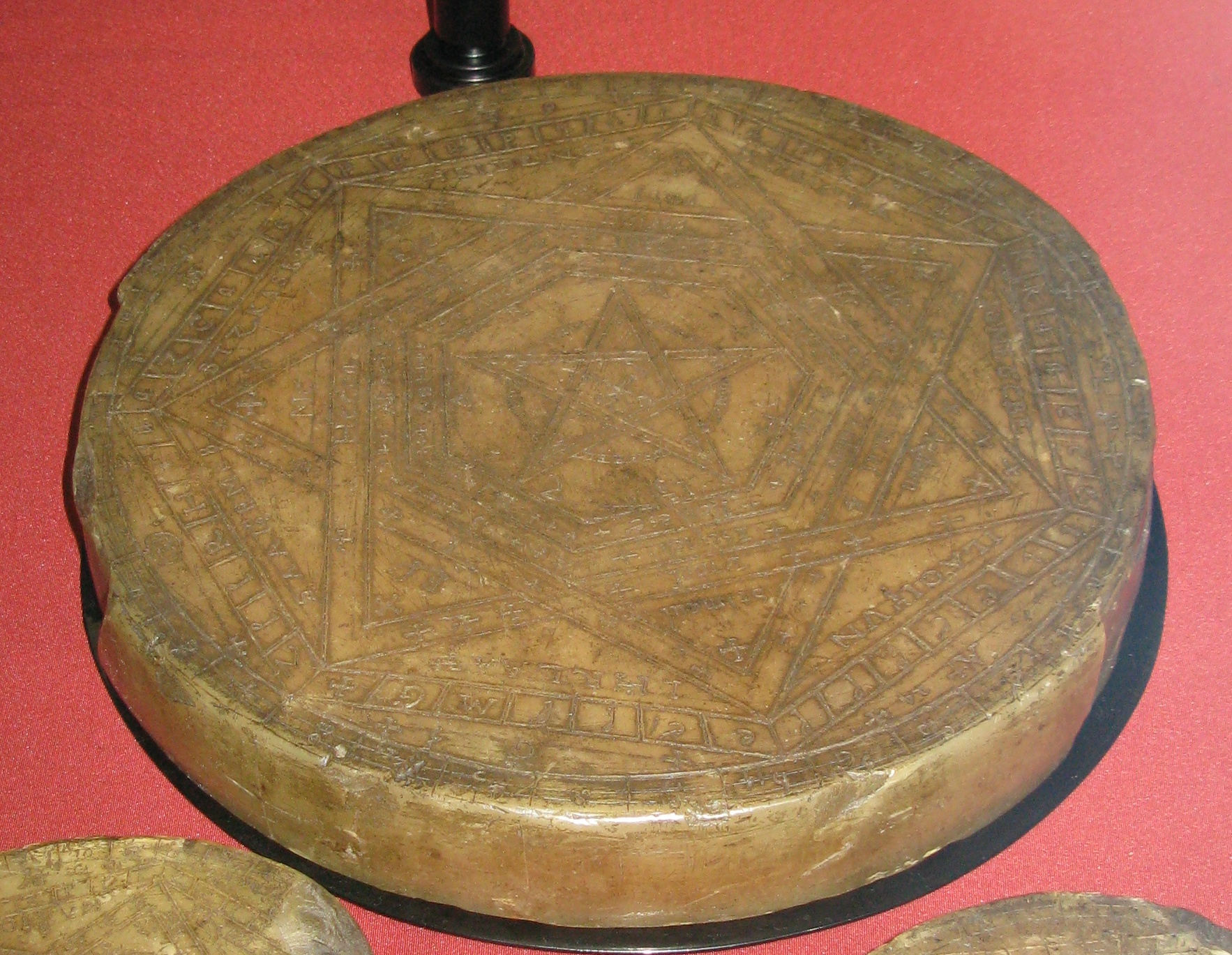
John Dee's "Seal of God's Truth" (Sigillum Dei Æmeth). British Museum.

De humanistische interesse voor de natuur en de wereld resulteerde bij sommigen tot het geloof in het menselijk ingrijpen in de natuur. Deze humanistische “zijtak” werd beoefend via magie. Magiërs kenden de wetten van de natuur en wilden die beïnvloeden. Hierbij steunden ze vaak op Arabische en oosterse kennis. Sterrenwichelaars genoten vaak groot aanzien bij staatsleiders. Dee was een van de humanisten die later het pad der magie zou bewandelen.
Aan het begin van zijn carrière trachtte Dee de omringende wereld in kaart te brengen. In 1577 publiceerde hij General and Rare Memorials pertayning to the Perfect Arte of Navigation, een werk dat zijn visie over een maritiem imperium weergaf en waarin hij de Engelse territoriale eisen betreffende de Nieuwe Wereld omschreef.
Dee hield zich ook bezig met de studie van de Oudheid. Hij was bekommerd om het behoud van verschillende belangrijke documenten. Zo stelde hij Queen Mary voor om alle oude geschriften en monumenten te herontdekken en te bewaren. In het manuscript waarin hij dit voorstel uit de doeken deed, legde hij de klemtoon op de verspreiding van oude handschriften. Hij verzocht de vorstin een koninklijke bibliotheek aan te leggen, waarin alle oude manuscripten bewaard werden. Hiervoor zou een commissie moeten worden benoemd die een stand van zaken kon opmaken. Voor deze bibliotheek wilde hij ook kopieën verzamelen van belangrijke manuscripten uit het Vaticaan, uit het San Marco in Venetië en uit de universiteiten van Bologna, Florence en Wenen.
Toen koningin Elizabeth I de troon besteeg nam zij Dee persoonlijk in dienst. Zo kwam hij in contact met hooggeplaatsten aan het hof waaronder Robert Dudley en William Herbert.
Kort nadien reisde Dee naar Antwerpen en Duitsland, waar hij een studie maakte over Duitse geleerden en hun werken. Daarna reisde hij naar Venetië en Sint-Helena; hij schreef hierover een reisverslag. Vervolgens trok hij naar Hongarije waar hij zijn Monas Hieroglyphica aan keizer Maximiliaan II voorstelde. Het werk was een diepgaande kabbalistische interpretatie van een eigen ontworpen hiëroglief, dat de mythische eenheid van alle aardse verwezenlijking uitdrukte. Dit werk werd gewaardeerd door veel van zijn tijdgenoten, maar door het verlies van de geheime mondelinge overlevering was het moeilijk te interpreteren.
Terug in Engeland gaf Dee de koningin persoonlijk onderricht over enkele van zijn boeken. Hij verzorgde tevens het voorwoord voor Henry Billingsley's vertaling van de Elementen. Dit werk bepleitte het belang van wiskunde en schetste de raaklijnen tussen wiskunde, kunsten en wetenschappen. Het werk werd geschreven voor een publiek buiten de universiteit en kende meerdere herdrukken. In 1576 kreeg Dee het rectoraat aangeboden van Upton en Long Leadenham.
Op dat moment was hij bezig met een van zijn belangrijkste realisaties: de hervorming van de juliaanse kalender. Hij stelde de verwijdering van elf dagen voor om de kalender aan het astronomische jaar aan te passen. Het voorstel kreeg steun van verscheidene adviseurs van koningin Elizabeth. Enkel de aartsbisschop van Canterbury verzette zich. In gans Europa werd, in deze periode, na de proclamatie door paus Gregorius XIII, de gregoriaanse kalender in gebruik genomen. De mislukking van Dee's project hield in dat de Engelse kalender tot 1752 niet zou overeenstemmen met de overige kalenders in Europa.
Hij begon het bovennatuurlijke te bestuderen met als doel zijn kennis te verruimen. Hij wilde 'in contact treden met engelen' door het gebruik van een scryer, een soort kristalkijker die als medium tussen Dee en de engelen optrad. Dee's eerste pogingen waren niet bevredigend. In 1582 ontmoette hij Edward Kelley. Hun spiritual conferences werden uitgevoerd met een christelijke piëteit, na periodes van reiniging, gebed en vasten. Dee was ervan overtuigd dat hij op deze manier de mensheid iets bij kon brengen. De engelen “dicteerden hem verscheidene boeken”. 
In Londen werd Dee in 1583 opgezocht door de Poolse aristocraat Albert Łaski, die hem en Kelley in dienst nam. Ze reisden door Europa naar Krakau terwijl ze hun gesprekken met geesten en onderzoek naar magie verderzetten. Łaski had hen een fors jaarloon toegezegd, maar kon het niet uitbetalen en stuurde de twee in 1584 naar het hof van keizer Rudolf II in Praag. Door toedoen van de pauselijke gezant, die hen beschuldigde van ketterij en hekserij, werden ze op 30 mei 1586 uitgewezen wegens necromantie. Ze reisden naar Erfurt en Kassel, maar al na enkele maanden draaide keizer Rudolf bij en liet hij hen toe zich te vestigen bij zijn burggraaf Wilhelm von Rosenberg in Třeboň. Onder diens vleugels zetten ze hun alchemische bezigheden voort en bleven ze geesten consulteren. In 1587 vertelde Kelley aan Dee dat de engelen hen opdracht gaven alles te delen, inclusief hun echtgenotes. Ze brachten de partnerruil ook in de praktijk, zij het blijkbaar slechts eenmalig. Daarna ondernamen ze geen gezamenlijke seances meer en hielden ze zich met andere activiteiten bezig, tot Dee in maart 1589 vertrok naar Engeland. 
Ondanks al deze praktijken, bleef Dee een erg vroom christen. Maar zijn geloof werd zwaar beïnvloed door de hermetische en platonisch-pythagorische doctrines die tot de renaissance doorgedrongen waren. Hij geloofde dat getallen de basis vormden van alles, en als zodanig de sleutel tot kennis vormden, dat de verwezenlijkingen van God voortkwamen uit nummering (zie gematria). Dee dacht dat de mens het potentieel voor goddelijke macht bezat en dat deze goddelijke kracht door wiskunde kon worden verkregen.
Dee's uiteindelijk doel was een verenigde wereldgodsdienst. Hij wilde, net als vele andere humanisten, onder wie Mercator, de breuk tussen de katholieke en de protestantse kerk herstellen. Maar zijn alchemistische en occulte praktijken bezorgden hem antipathie bij alle lagen van de bevolking. Enkel de koningin behield een hoge achting voor hem. De aversie van alle andere entiteiten hadden tot gevolg dat Dee het financieel steeds moeilijker kreeg. Hij kreeg geen inkomsten meer van Upton en Long Leadenham, waar hij nochtans rector was. Aan het eind van zijn leven was hij zo arm, dat hij bezittingen diende te verkopen.

## Godsdienstige overtuiging en filosofie
Dee had het wat zijn godsdienstovertuigingen betrof erg moeilijk. Hij had zich als protestant geuit onder het katholieke bewind van koningin Mary: dit was om moeilijkheden vragen. Zijn later occultisme zou hem nog meer vijanden bezorgen. Onder het bewind van Mary correspondeerde Dee met enkele dienaars van prinses Elizabeth, die door Mary in afzondering werd gehouden. Elizabeth was omwille van haar protestantse geloof in ongenade gevallen bij haar katholieke halfzus.
Wat later werd Dee beschuldigd: hij zou de koningin om het leven hebben willen brengen door middel van vergif of magie. Hij werd overgebracht naar Hampton Court, waar ook prinses Elizabeth werd vastgehouden. Dee werd vrijgesproken van verraad, overgebracht naar bisschop Edmund Bonner, en daarna opgesloten. Er werd onderzocht of hij trouw bleef aan het katholieke geloof.
Twee jaar later zou hij worden vrijgelaten, door tussenkomst van koningin Mary. Tijdens zijn gevangenschap had Dee vriendschap gesloten met zijn celgenoot, Barthlet Green, die als ketter stierf op de brandstapel. Deze vriendschap wekte argwaan op bij de bisschop en lokte verdachtmakingen en beschuldigingen van ketterij uit tegenover Dee; een probleem waar vele renaissancewetenschappers mee geconfronteerd werden.
Toen Elizabeth aan de macht kwam, keerde het tij. Als protestantse vorstin trad zij zelf in conflict met de Rooms-Katholieke Kerk. Engeland werd een toevluchtsoord voor vele protestanten en van ketterij beschuldigde lieden. Elizabeth bood Dee een plaats aan binnen de clerus van de Church of England. Dee weigerde: zielen winnen en begeleiden was niets voor hem.
In de jaren tachtig groeide Dees ontevredenheid over het gebrek aan resultaten van zijn studies en over het tekort aan invloed en erkenning van zijn persoon. Meer en meer begon hij zich voor het occultisme te interesseren, waardoor hij in conflict kwam met nog meer personen. Alleen de koningin bleef hem steunen.

## John Dee in fictie
In De Alchemist: De geheimen van de onsterfelijke Nicolas Flamel van Michael Scott speelt John Dee een rol als groots magiër.
In De engel van het westelijk venster van Gustav Meyrink krijgt een nazaat van John Dee diens dagboek in bezit.
In The Bones of Avalon en The Heresy of Dr Dee van de Britse schrijver Phil Rickman is John Dee het hoofdpersonage.
In de roman Wildevrouw van Jeroen Olyslaegers verblijft John Dee in Antwerpen, schrijft er aan een boek in een bovenkamer van de Antwerpse herberg 'In de Engel' van het hoofdpersonage Beer en ligt aan de basis van een door Gillis Hooftman georganiseerde ontdekkingsreis over de noordpool naar China.